# Pablo Soto Bravo
Pablo Soto Bravo (Madrid, 1979) es un programador informático y político español, uno de los pioneros en España de la creación de programas P2P, como MANOLITO, Blubster, Piolet y Omemo. Fue concejal del Ayuntamiento de Madrid entre 2015 y 2019, como integrante de los grupos municipales de Ahora Madrid y Más Madrid.

## Biografía
Soto es un informático autodidacta, en 2001 creó la aplicación Peer-to-peer Blubster y la empresa informática MP2P Technologies, en 2002 llegó a superar los 50 000 usuarios simultáneos. En 2003 creó Piolet, que en pocos meses superó los 200.000 usuarios simultáneos. Debido a los problemas de salud originados por una atrofia muscular apenas pudo actualizar sus aplicaciones durante 2004 y 2005. En 2006 presentó Manolito, una nueva aplicación P2P, y posteriormente creó la aplicación Omemo. Sus aplicaciones P2P han sido utilizadas por más de 25 millones de usuarios en todo el mundo.

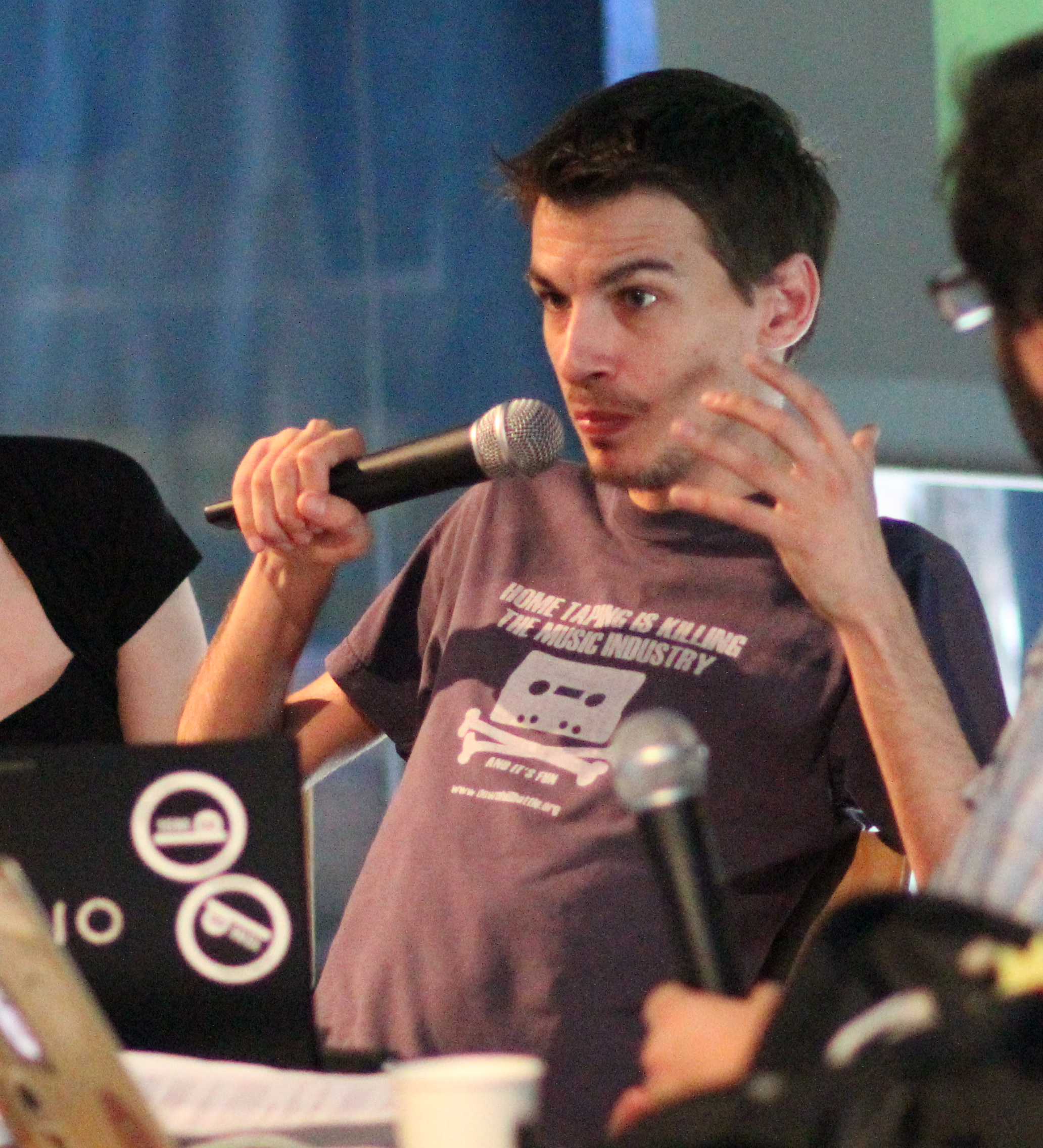
Soto en 2012 en una reunión de 15m.cc en Medialab-Prado.

En 2008 fue demandado por Warner Music, Universal Music, Emi, Sony y PROMUSICAE, por 13 millones de euros por competencia desleal y daños y perjuicios. En 2011 el juez Martínez-Romillo desestimó todos los cargos de la demanda alegando que no se puede culpar al creador de la tecnología del uso que se haga de ella. Ese mismo año se involucró en el Movimiento 15-M y en 2012 presentó junto a Stéphane M. Grueso y Patricia Horrillo el proyecto multimedia 15mcc.
En 2014 se desestimó un recurso de las discográficas contra la sentencia alegando que ofertar una tecnología P2P avanzada no supone incurrir en actos de expolio ni de aprovechamiento indebido del esfuerzo ajeno.
En 2015 se presentó a las primarias de Ahora Madrid como parte de la lista Más Madrid y fue elegido en octavo lugar en la lista para las elecciones municipales de 2015 del Ayuntamiento de Madrid. Tras ser nombrado concejal expresó su intención de impulsar el software libre en el gobierno municipal.
En 2017 presentó en Nueva York ante la OGP (Alianza para el Gobierno Abierto, dependiente de la ONU) el modelo de participación ciudadana del Ayuntamiento de Madrid, única ciudad del mundo que tomará la palabra en estas jornadas.
Candidato en el número 4 de la lista de Más Madrid de cara a las elecciones municipales de mayo de 2019, fue reelegido como concejal.
Renunció a su acta de concejal el 8 de octubre de 2019 tras ser acusado de un supuesto acoso sexual por una militante.
Fue sustituido por José Luis Nieto de Equo.

## Premios y reconocimientos
- DCIA Pioneer's Award (Pioneer Award de la Asociación Internacional de la Computación Distribuida (DCIA por sus siglas en inglés, 2008)[14]